# Edward Waring

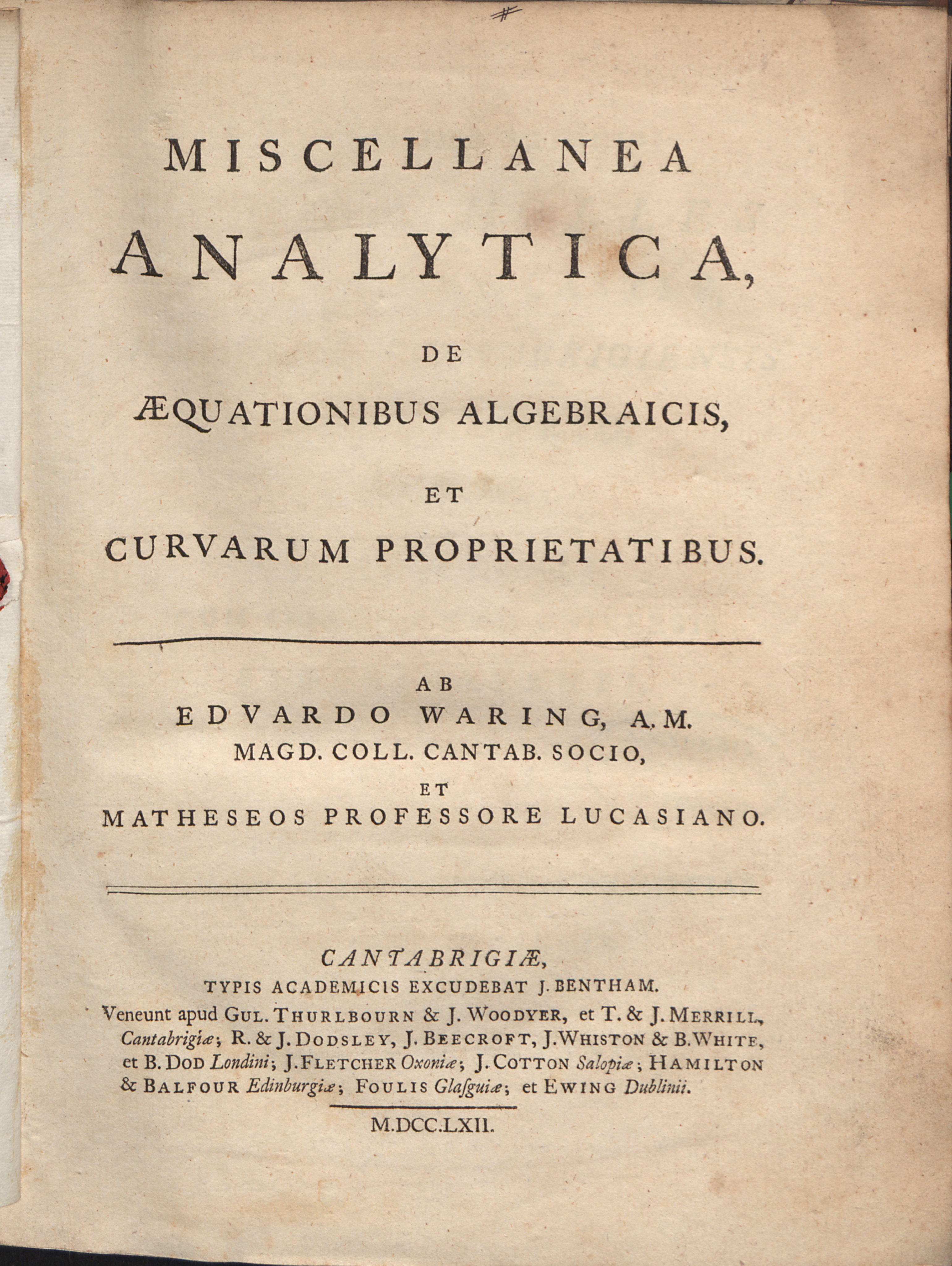
Miscellanea analytica, 1762

Edward Waring (1734-15 de agosto de 1798) fue un matemático inglés nacido en Old Heath (cerca de Shrewsbury), Shropshire y muerto en Pontesbury, Shropshire, Inglaterra.
Autor de numerosas proposiciones en el campo del análisis numérico, conjeturó independientemente de Goldbach que todo número natural par es suma de dos primos y que todo impar no primo es suma de tres primos. Un bello teorema, debido a su ingenio, plantea que el producto de los cuadrados de las raíces de una ecuación es proporcional al producto de los valores de la respectiva función para ceros de su primera derivada.

## Semblanza
Waring era el primogénito de John y Elizabeth Waring, una próspera pareja de agricultores. Recibió su primera educación en la escuela de Shrewsbury, siendo admitido en 1753 como sizar en el Magdalene College (Cambridge), y ejerciendo como exhibidor de Millington. Su extraordinario talento para las matemáticas fue reconocido desde sus primeros años en Cambridge. En 1757 se graduó como senior wrangler, y el 24 de abril de 1758 fue elegido para una beca en el Magdalene. Pertenecía al Hyson Club, entre cuyos miembros figuraba William Paley.
A finales de 1759 publicó el primer capítulo de "Miscellanea Analytica". Al año siguiente fue nombrado Profesor Lucasiano de matemáticas, uno de los puestos más altos en Cambridge. William Samuel Powell, luego tutor en Saint John's College (Cambridge) se opuso a la elección de Waring y en su lugar apoyó la candidatura de William Ludlam. En la polémica con Powell, Waring fue respaldado por John Wilson. De hecho, Waring era muy joven y no tenía la graduación, requisito necesario para optar a la cátedra Lucasiana, que a pesar de todo se le otorgó en 1760 por mandato real. En 1762 publicó la "Miscelánea analítica" completa, dedicada principalmente a la teoría de números y ecuaciones algebraicas. En 1763 fue elegido miembro de la Royal Society, siendo galardonado con la Medalla Copley en 1784, pero se retiró de la sociedad en 1795, después de haber cumplido los sesenta años, "a causa de [su] edad". Waring también perteneció a las academias de ciencias de Gotinga y de Bolonia. En 1767 obtuvo un título de médico, actividad que apenas desempeñó. Realizó disecciones con Richard Watson, profesor de química y luego obispo de Llandaff. Desde aproximadamente 1770 fue médico en el Hospital Addenbrooke de Cambridge, y también ejerció en St Ives (Cambridgeshire), donde vivió durante algunos años después de 1767. Su carrera como médico no tuvo mucho éxito, ya que era muy miope y muy tímido.

## Vida personal
Waring tenía un hermano menor, Humphrey, que obtuvo una beca en Magdalene en 1775. En 1776 se casó con Mary Oswell, hermana de un pañero de Shrewsbury; se mudaron a Shrewsbury y luego se retiraron a Plealey, a 8 millas de la ciudad, donde Waring poseía una propiedad de 215 acres (87,0 ha) en 1797. Durante sus últimos años se hundió en una profunda melancolía religiosa. Falleció en Plealey en 1798, víctima de un enfriamiento. Está enterrado en el cementerio de Fitz, Shropshire.

## Trabajo
Waring escribió una serie de documentos en las "Transacciones filosóficas de la Royal Society", que tratan de la resolución de ecuaciones algebraicas, teoría de números, series, aproximación de raíces, interpolación, geometría de secciones cónicas y dinámica. Joseph-Louis Lagrange describió las "Meditationes Algebraicae" (1770) (obra en la que muchos de los resultados publicados en "Miscellanea Analytica" fueron reelaborados y ampliados) como "un trabajo lleno de excelentes investigaciones". En este trabajo, Waring publicó muchos teoremas sobre la solución de ecuaciones algebraicas que atrajeron la atención de los matemáticos continentales, pero sus mejores resultados están en la teoría de números. El texto incluyó la llamada conjetura de Goldbach (cada entero par es la suma de dos primos), y también la siguiente conjetura: cada entero impar es un primo o la suma de tres primos. Lagrange había demostrado que cada entero positivo es el suma de no más de cuatro cuadrados; Waring sugirió que cada entero positivo es un cubo o la suma de no más de nueve cubos. También adelantó la hipótesis de que cada número entero positivo es un bicuadrado (cuarta potencia) o la suma de no más de diecinueve bicuadrados. Estas hipótesis forman lo que se conoce como problema de Waring. También publicó un teorema, debido a su amigo John Wilson, sobre números primos, que más tarde sería demostrado rigurosamente por Lagrange.
En "Proprietates Algebraicarum Curvarum" (1772) Waring reeditó en una forma muy revisada los primeros cuatro capítulos de la segunda parte de "Miscellanea Analytica". Se dedicó a la clasificación de curvas planas superiores, mejorando los resultados obtenidos por Isaac Newton, James Stirling, Leonhard Euler y Gabriel Cramer. En 1794 publicó algunas copias de una obra filosófica titulada "Un ensayo sobre los principios del conocimiento humano", que se distribuyeron entre sus amigos.
El estilo matemático de Waring es altamente analítico. De hecho, criticó a los matemáticos británicos que se adhirieron demasiado estrictamente a la geometría. Es indicativo de que fue uno de los promotores del "Análisis residual" de John Landen (1764), uno de los trabajos en los que la tradición del cálculo fluxional newtoniano fue más severamente criticada. En el prefacio de "Meditationes Analyticae",  mostró un buen conocimiento de la obra de los matemáticos continentales como Alexis Claude Clairaut, Jean le Rond d'Alembert y Euler. Lamentó el hecho de que en Gran Bretaña las matemáticas se cultivaron con menos interés que en el continente, y claramente deseaba ser considerado tan altamente como los grandes nombres de las matemáticas continentales: no hay duda de que estaba leyendo su trabajo a un nivel nunca alcanzado por cualquier otro matemático británico del siglo XVIII. En particular, al final del capítulo tres de "Meditationes Analyticae" Waring presenta algunas ecuaciones fluxionales parciales (ecuaciones diferenciales parciales en terminología leibniziana); tales ecuaciones son un instrumento matemático de gran importancia en el estudio de cuerpos continuos que fue casi completamente descuidado en Gran Bretaña antes de las investigaciones de Waring. Uno de los resultados más interesantes en las Meditationes Analyticae es una prueba para la convergencia de series generalmente atribuida a d'Alembert (la 'prueba de relación'). La teoría de la convergencia de series (cuyo objetivo es establecer cuándo se puede decir que la suma de un número infinito de términos tiene una 'suma' finita) no estaba muy avanzada en el siglo XVIII.
El trabajo de Waring era conocido tanto en Gran Bretaña como en el continente, pero es difícil evaluar su impacto en el desarrollo de las matemáticas. Su trabajo sobre ecuaciones algebraicas contenido en "Miscellanea Analytica" sería traducido al italiano por Vincenzo Riccati en 1770. El estilo de Waring no es sistemático y su exposición a menudo es oscura. Parece que nunca dio una conferencia y no mantenía correspondencia habitualmente con otros matemáticos. Después de que Joseph Lalande en 1796 observara, en "Notice sur la vie de Condorcet", que en 1764 no había un solo analista de primer nivel en Inglaterra, la respuesta de Waring, publicada después de su muerte como "Carta original del Dr. Waring" en la "Revista mensual", afirmaba que había publicado "en algún lugar entre trescientas y cuatrocientas nuevas proposiciones de un tipo u otro".